# KŽC Doprava

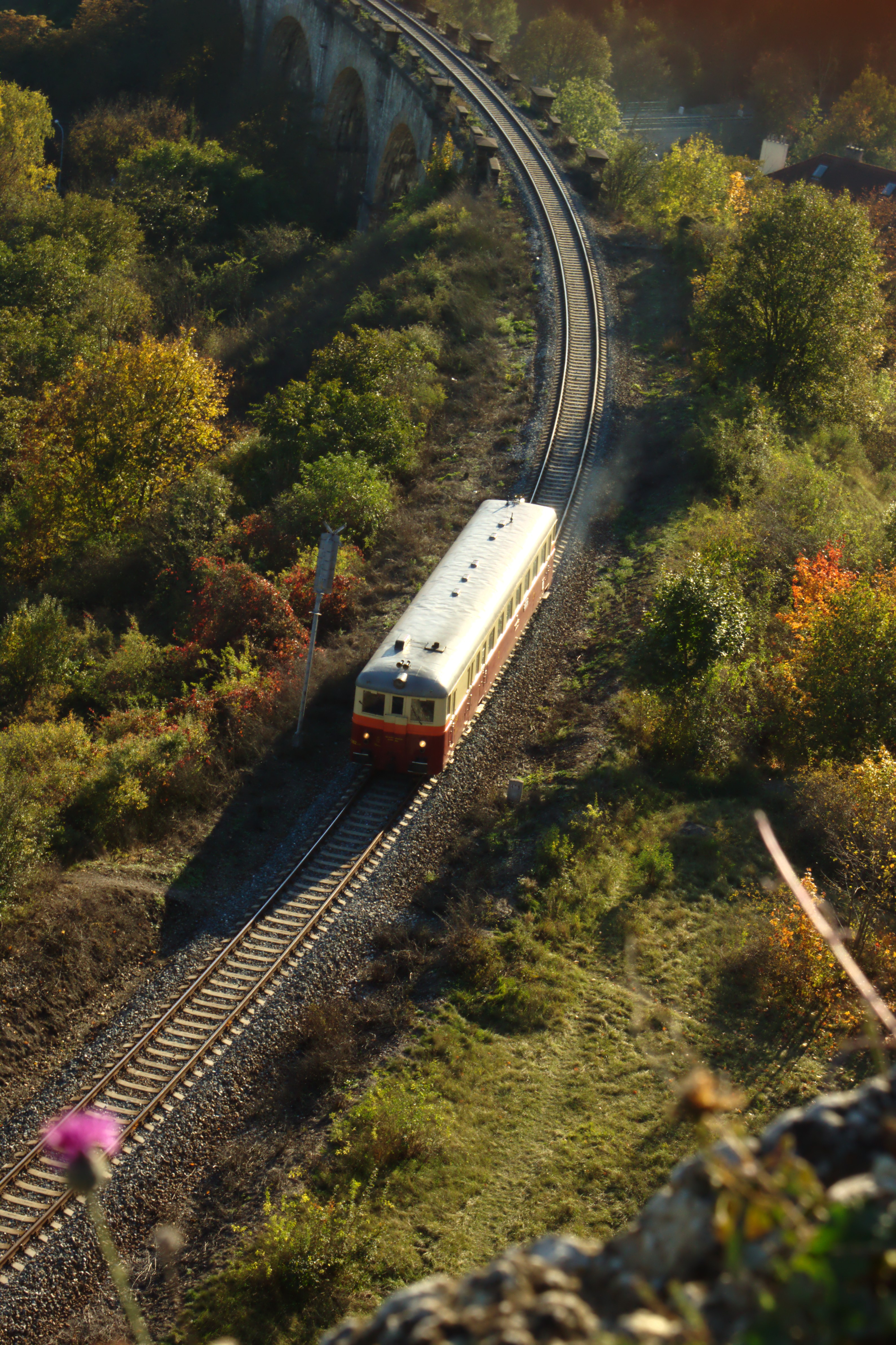
Pražský motoráček u viaduktu Pražského Semmeringu, říjen 2011

KŽC Doprava, s.r.o. je dopravní společnost založená v lednu 2006. Provozuje zvláštní osobní vlaky se zvláštním zaměřením na tratě bez pravidelné dopravy, včetně vleček, i pravidelnou osobní železniční dopravu turistického charakteru, zejména historickými motorovými vozy z 50. a 60. let 20. století. Sestersko-mateřská společnost KŽC, s.r.o. je vlastníkem a provozovatelem dráhy. Většinovým společníkem obou společností je Bohumil Augusta, v letech 1995–2006 předseda Klubu železničních cestovatelů. Formální sídlo mají obě společnosti i občanské sdružení na adrese Bohumila Augusty v Praze-Kolodějích.
Původními společníky KŽC Doprava, s.r.o. byli ze 45 % KŽC, s.r.o., ze 45 % Barbora Křížová (která se poté postupně svého podílu zbavila) a z 10 % Bohumil Augusta (v únoru 2009 svůj podíl zdvojnásobil). Podíl KŽC, s.r.o. byl vymazán dne 26. dubna 2012. Od dubna 2012 do dubna 2013 vlastnil 50% podíl Milan Hejcman. Od 29. dubna 2013 jsou společníky ze 70 % Bohumil Augusta, z 20 % Pavel Kříž (svým podílem vstoupil v dubnu 2012) a z 10 % Ernst Jochen Pursche (podílem ze září 2006). K říjnu 2023 byl jediným společníkem Bohumil Augusta.
KŽC, s.r.o. je od roku 2008 vlastníkem a provozovatelem muzeální trati 901 Česká Kamenice – Kamenický Šenov, na níž dopravu provozuje KŽC Doprava, s.r.o. KŽC, s.r.o. je v obchodním rejstříku zapsaná od února 2005. Jejím společníkem je ze 60 % Bohumil Augusta, z 20 % Klub železničních cestovatelů, občanské sdružení, z 10 % Roman Hrůza a z 10 % Barbora Křížová, jejíž podíl vlastnil do června 2009 Miroslav Lacko. K říjnu 2023 byl společníkem ze 70 % Bohumil Augusta, z 20 % Klub železničních cestovatelů, spolek a z 10 % Roman Hrůza.
Klub železničních cestovatelů vznikl v roce 1985 jako odbor TJ Lokomotiva Praha Vršovice. Iniciátorem byl železniční nadšenec Miroslav Hrdlička z Napajedel, který spojence pro svou zálibu získal prostřednictvím výzvy v časopise Mladý svět. Po přílivu nových členů a rozšíření klubu o nové aktivity se starší členové odštěpili a vytvořili Klub dráhařů, který zůstal u původního zaměření, tedy projíždění a dokumentace tratí. Roku 2004 se Klub železničních cestovatelů osamostatnil jako občanské sdružení, má kolem 150 členů včetně zahraničních. Název klubu byl zaregistrován též jako ochranná známka. Klub od roku 1995 pořádá zvláštní jízdy historickými vozidly zejména po tratích, po nichž není vedena pravidelná osobní doprava, včetně spojek, vleček či nákladních tratí, v letech 2006–2007 si pořídil několik motorových vozů z 50. a 60. let. Klub organizuje soutěž Železniční cestovatel o získání titulu mistr železnic za projetí celé sítě nebo soutěž PID rallye spočívající v 11hodinovém cestováním prostředky Pražské integrované dopravy. Tyto aktivity kombinuje s klasickou turistikou. Vydává klubový časopis Dráhař a pořádá burzy předmětů s dopravní tematikou. Předseda klubu Roman Hrůza je zároveň ředitelem agentury RHA (Roman Hrůza Agency), která pro celou skupinu KŽC zajišťuje mediální a komunikační služby. K říjnu 2023 byl předsedou výboru klubu Pavel Knížák.

## Tratě a vlaky

### Nostalgické a výletní vlaky
V květnu 2008 společnost KŽC, s.r.o. převzala muzejní trať Česká Kamenice – Kamenický Šenov a v prosinci 2008 tuto trať od SŽDC koupila. KŽC Doprava zde o víkendech v období platnosti SELČ a v období od června do září též ve všední dny provozuje Kamenický motoráček.
Od 10. prosince 2006 zajišťovala KŽC Doprava provoz občasných nostalgických vlaků na tratích Pečky–Kouřim (úsek Kouřim – Bošice), Bošice–Bečváry (celá trať) a Kolín–Ledečko (úsek Bečváry – Uhlířské Janovice), označovaných jako Podlipanský motoráček. Od 4. března 2007 se železniční trať Kouřim – Bečváry začlenila do systému Pražské integrované dopravy. Středočeský kraj roku 2021 v důsledku postcovidových úspor vlak poprvé neobjednal. Tento stav pokračoval i v letech 2022 a 2023.
Od 1. května 2010 provozuje KŽC Doprava v letní sezoně o víkendech vlak Pražský motoráček mezi stanicemi Praha hlavní nádraží a Praha-Zličín po tzv. Pražském Semmeringu. Vlak je plně zaintegrován do Pražské integrované dopravy, prodej jízdenek je zajištěn u průvodčího, ve vlaku platí též tarif TR 10 dopravce České dráhy. Roku 2023 jezdí Pražský motoráček o sobotách, nedělích a státních svátcích celoročně s výjimkou období mezi 24. prosincem a 1. lednem.
KŽC Doprava v GVD 2022/2023 dále pravidelně provozovala Rakovnický rychlík (Praha hl. n. – Kralovice u Rakovníka), Kokořínský rychlík (Praha-Vršovice–Mšeno), Lužickohorský rychlík (Praha-Vršovice - Mikulášovice dolní nádraží), Posázavský motoráček (Praha hl. n. - Týnec nad Sázavou), Podřipský motoráček (Roudnice nad Labem - Libochovice) a Podkrušnohorský motoráček (Děčín hl. n. – Telnice). 1. dubna 2023 byl vypraven Mochovský motoráček (Praha hl. n. – Mochov).
Dopravce KŽC Doprava v minulosti provozoval například Podtrosecký rychlík, Bezdězský rychlík, Lužický motoráček, Otavský motoráček, Boleslavský motoráček, Pobrdský motoráček, Morávecký motoráček (2011), Bezdězský motoráček (2011), Středohorský motoráček, Polabský motoráček či Kokořínský motoráček.[zdroj?]

### Městská železniční linka S34 Praha Masarykovo nádraží – Praha-Čakovice

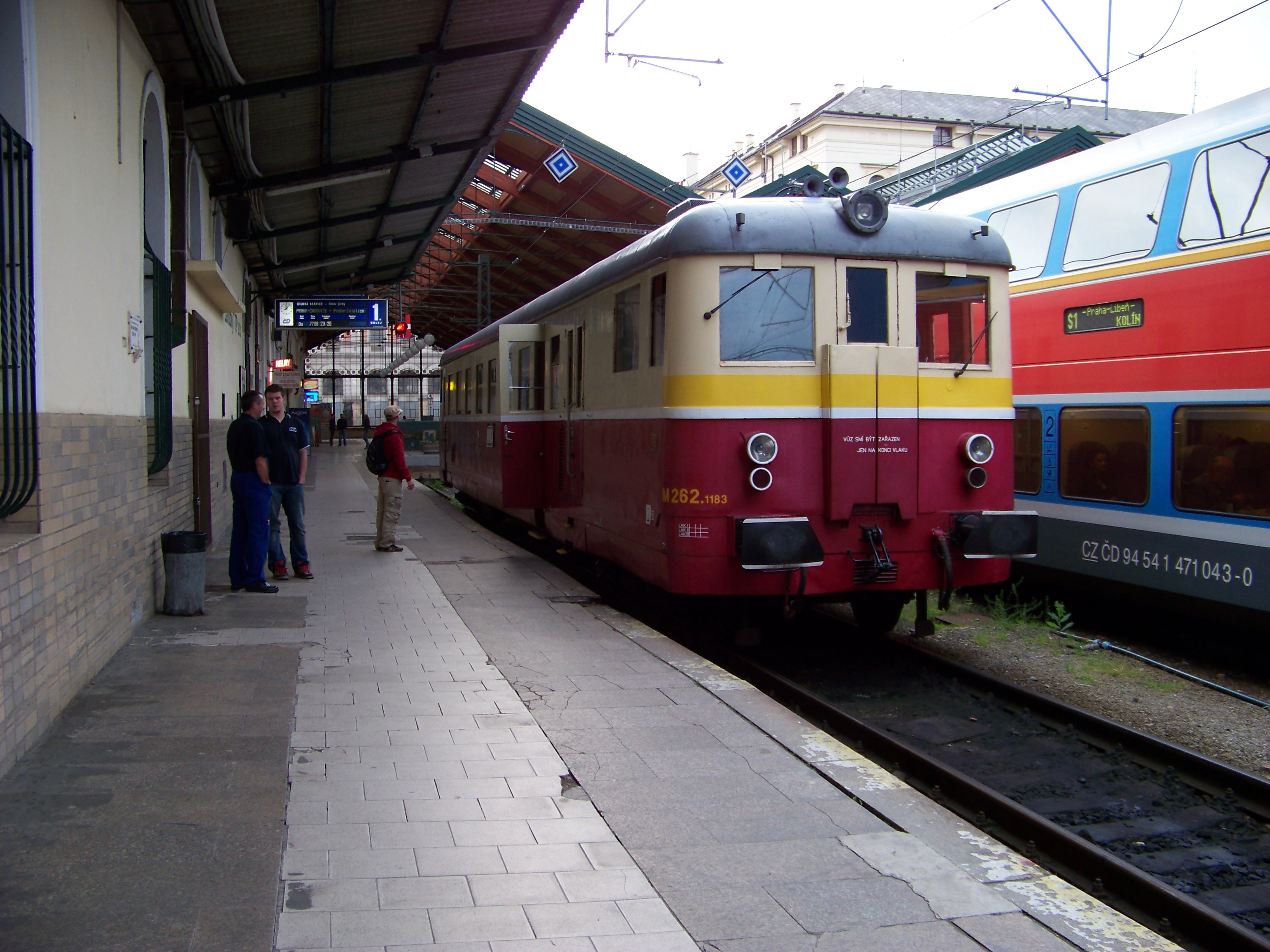
Motorový vůz KŽC na povodňové dočasné lince Esko Praha S31 v červnu 2013

Do jízdního řádu platného od prosince 2012 si dopravce nechal zapsat spoje na trase Praha Masarykovo nádraží – Praha-Čakovice s plánovaným zahájením provozu k počátku dubna 2013. Snažil se dohodnout na zařazení spojů do PID a dotaci v jejím rámci, ale mluvčí organizace ROPID v listopadu 2011 řekl, že jednání stále probíhají a že by to bylo možné nejdříve od srpna 2013.
3. června 2013 byla linka spuštěna pod označením S31 (v některých zprávách byla označována S34) v intervalu 60 minut v rámci povodňových opatření při přerušení provozu metra v centru města. 8. června bylo oznámeno ukončení provozu.
V jízdním řádu platném od 9. června 2013 byla u spojů KŽC doprava poznámka o zahájení provozu od 1. srpna 2013, v jízdních řádech platných od 2. září 2013 zahájení provozu od 1. října 2013. V září 2013 dopravce i média potvrdily zahájení provozu linky k 1. říjnu 2013, a to pod označením S34 a zahrnuté do PID, v pracovních dnech v hodinovém intervalu v době od 5 do 20 hodin. Dopravce ohlásil, že do provozu na lince nasadí 4 motorové vozy řady 810, které prošly roku 2013 generální rekonstrukcí. Dva vozy měly být turnusové a dva záložní, mělo jít o vozy 810.381, 810.517, 810.535 a 810.656. Ve vlacích platil tarif PID a tarif TR 10 Českých drah, platily zde všechny jízdenky Českých drah kromě zaměstnaneckých. Všechny stanice v jízdním řádu byly označeny symbolem, že se jízdenky prodávají ve vlaku s manipulační přirážkou za prodej jízdenky ve vozidle. Cestující bez platné jízdenky museli nastupovat předními dveřmi. ROPID označil provozování linky za zkušební, v jeho rámci mělo být vyhodnoceno využití linky a ekonomika provozu, což mělo být podkladem pro budoucí výběrové řízení na dopravce. Náklady na zajištění provozu od 1. října 2013 do konce roku 2013 byly přes 4 miliony korun a pro rok 2014 měly být přes 14 milionů korun. Provoz vlaků byl dotován asi 77 Kč za kilometr (článek z ledna 2014 uváděl, že dosavadní dotace je zhruba 84 Kč/vlkm), což je více, než kolik platil například Liberecký kraj za linku Trilex, provozovanou moderními klimatizovanými jednotkami. Podle informace ROPIDu z ledna 2014 přepravovala linka přes 400 lidí denně a v ranní špičce byly některé spoje vytížené.
Koncem ledna 2014 ROPID podle iDnes.cz údajně vypsal „soutěž“ na provozování této linky. Soutěž měla spočívat v přímém oslovení tří dopravců: České dráhy, KŽC Doprava a ARRIVA vlaky. ROPID nakonec v časové tísni uzavřel smlouvu na dalších 10 let s KŽC Doprava, aniž by vypsal slibované poptávkové řízení, což ROPID odůvodnil tím, že se „dostat do situace, že se budou všichni hádat, odvolávat a my nikdy vítěze nevybereme“. Společnost Rail System, která měla o zakázku také zájem, to označila za nestandardní postup. Nová smlouva byla uzavřena na dotaci 76,56 Kč za vlakový kilometr, což je o 7 Kč méně než při zkušebním provozu a o desítky Kč méně než při mimořádném provozu během povodní. Ročně má ROPID za provoz linky platit kolem 11 milionů Kč. Kritici poukazovali, že nasazované vozy řady 810 jsou pro městskou dopravu kvůli své morální i technické zastaralosti a špatné použitelnosti pro imobilní cestující nevhodné. Podle smlouvy musel dopravce od šestého roku alespoň na část spojů nasadit bezbariérová vozidla s akustickým a vizuálním informačním systémem. Z původních 76 Kč/km vzrostla cena na 99,76 Kč/km v roce 2018. Ačkoliv s pořízením nových, nízkopodlažních souprav od šestého roku platnosti počítala už původní smlouva, v souvislosti s nákupem nových vozidel byla, opět bez soutěže, uzavřena nová smlouva až do roku 2028. Podle nové smlouvy získala KŽC Doprava ročně 25,79 milionu korun za stejný počet ujetých kilometrů místo dosavadních zhruba 14 milionů korun ročně. V přepočtu to bylo 180,98 Kč/km. Mluvčí ROPIDu uvedl, že expilicitně objednaná investice velkého rozsahu by byla tak jako tak důvodem k prodloužení smlouvy o pět let.
Web Zdopravy.cz uváděl, že pokud by Praha provoz vlaků soutěžila, mohla by se dostat na mnohem nižší cenu, například Jihočeský kraj vysoutěžil provoz na pošumavských lokálkách za necelých 90 Kč/km (dopravce GW Train Regio), kde dopravce nasadil modernizované nízkopodlažní vlaky RegioSprinter, a ještě nižší cenu platí Liberecký kraj společnosti Länderbahn za provoz vlaků mezi Libercem a Rybništěm, kde jezdí nízkopodlažní jednotky Siemens Desiro. Mluvčí ROPIDu cenu pro KŽC obhajoval tím, že kalkulace vychází z pořizovacích i předpokládaných provozních nákladů s ohledem na navržený jízdní řád a proběh vozidel.
V průběhu března 2019 nasadil dopravce na linku dvě modernizované jednotky řady 813.2 pod označením 813.201 a 813.202. Vozy řady 810 od té doby sloužily jako záložní.[zdroj?]
Od 18. září 2024 je jednotka 813.202 neprovozní kvůli nehodě s jednotkou CityElefant a jednotka 813.201 naposledy vyjela 27. prosince 2024. Místo nich jezdí motorové vozy 810 a občas jako postrk i motorové vozy 831.[ve zdroji nenalezeno]
V souvislosti s tímto nedostačujícím stavem bylo údajně jednáno s Českými drahami o pronájmu motorových jednotek 814. Společnost KŽC tvrdí, že se svým požadavkem neuspěla, ale někteří zaměstnanci tvrdí, že měli připraveny tyto motorové jednotky.[zdroj?]
Deník Zdopravy.cz vzhledem k nedostačujícímu stavu kritizuje objednatele za to, že nevypověděl smlouvu, i když mohl a že to je jedna z nejdražších regionálních linek v provozu v ČR.[zdroj?]

### Železniční linka S24 Čelákovice – Mochov
Od dubna 2018 do 29. října 2021 provozovala společnost KŽC Doprava pravidelné vlaky v pracovní dny na trati Čelákovice – Mochov, čímž byla na této trati po necelých 12 letech obnovena doprava. Vlaky byly vedeny motorovými vozy řady 810, objednávány Středočeským krajem a integrovány v PID.

### Železniční linka S43 Neratovice – Kralupy nad Vltavou
S příchodem GVD 2021/2022 začala KŽC Doprava provozovat ve všední dny s výjimkou letních a vánočních prázdnin dva páry vlaků na lince Neratovice – Kralupy nad Vltavou (ostatní spoje provozovaly ČD). Linka S43 sloužila jako doplňková kapacita v období ranní přepravní špičky. Společnost získala výkon jako kompenzaci za zrušení linky S24, danou nevypověditelnou smlouvou se Středočeským krajem.

## Autobusová doprava
Od letní sezóny 2012 provozovala KŽC jedním vozem též sobotní a nedělní cyklobusy (určené i pro pěší turisty) v Českém středohoří. Používala autobus SOR Martina Paly z Terezína.
KŽC Doprava disponuje autobusem Karosa C934E.1351 SPZ AKA 02-25, který byl po odkoupení od DPP opatřen historizujícím nátěrem ČSAD. Stroj z roku 1999 je nasazován jako NAD, příležitostně také na zájezdy a soukromé akce.

## Vozový park

### Motorové vozy
- M131.1302 (řada 801). Vyroben roku 1951, u KŽC Doprava od roku 2006 (zakoupen v roce 2005, kdy společnost KŽC Doprava ještě neexistovala). Příležitostně nasazován na zvláštní vlaky, v roce 2023 dlouhodobě odstaven.
- M152.0381 (810). Vyroben roku 1981, u KŽC Doprava od roku 2013. V sezóně 2024 nasazován primárně na Pražský motoráček.
- M152.0517 (810). Vyroben roku 1982, u KŽC Doprava od roku 2013. V roce 2021 účinkoval ve filmu Mimořádná událost. V sezóně 2024 nasazován primárně na Podřipský motoráček.
- M152.0535 (810). Vyroben roku 1982, u KŽC Doprava od roku 2013. Specifický tzv. „polomáčeným“ nátěrem s oranžovým výstražným pruhem a koženkovými potahy lavic v interiéru.
- M152.0656 (810). Vyroben roku 1984, u KŽC Doprava od roku 2013.
- M152.0060 (810). Vyroben roku 1975, u KŽC Doprava od roku 2021. V sezóně 2023 nasazován primárně na Kamenický motoráček.
- M262.005 (830). Vyroben roku 1949, u KŽC Doprava od roku 2020. Odkoupen jako neprovozní, slouží jako zdroj náhradních dílů.[39]
- M262.056 (830). Vyroben roku 1952, u KŽC Doprava od roku 2007. V roce 2023 neprovozní, v minulosti deponován v Zásmukách a nasazován na Podlipanský motoráček.
- M262.0124 (830). Vyroben roku 1958, u KŽC Doprava od roku 2006. V minulosti nasazován zejména jako Lužický motoráček, v roce 2023 neprovozní.
- M262.0180 (830). Vyroben roku 1959, u KŽC Doprava od roku 2007. V roce 2009 účinkoval ve filmu Alois Nebel v Malé Morávce. Nosí unifikovaný nátěr z druhé poloviny 80. let.[40] V roce 2023 neprovozní.
- M262.0209 (830). Vyroben roku 1959, u KŽC Doprava od roku 2020. V roce 2023 po vyvazovací opravě zasáhl do provozu. V roce 2024 neprovozní.
- M262.1117 (831). Vyroben roku 1958, roku 1988 remotorizován, u KŽC Doprava od roku 2010. Shořel 8. června 2019 poblíž stanice Praha-Stodůlky na pomezí Košíř a Motola.[41]
- M262.1168 (831). Vyroben roku 1958, u KŽC Doprava od roku 2011. V sezóně 2023 nasazován střídavě na Pražský a Posázavský motoráček, od května 2024 neprovozní.
- M262.1183 (831). Vyroben roku 1959, u KŽC Doprava od roku 2011. V sezóně 2023 nasazován střídavě na Pražský a Posázavský motoráček, v sezóně 2024 po opravě vnějšího nátěru nasazován na Pražský motoráček.
- M262.1212 (831). Vyroben roku 1959, u KŽC Doprava od roku 2012. V roce 2023 neprovozní.
- M286.1008 (851). Vyroben roku 1966, u KŽC Doprava od roku 2006. V sezóně 2024 nasazen občasně na Podkrušnohorský, Pražský a Brdský motoráček.

### Motorové jednotky
- 813.201 a 813.202 (813.2). Vyrobeny přestavbou vozů řady 810 a Btax780 v roce 2018 v ŽOS Zvolen pro KŽC Doprava, nasazovány na městské lince S34. Jednotka 813.202 byla vážně poškozena během nehody 18. září 2024, kdy na pražské Balabence narazila do stojící jednotky řady 471.[42]

### Přípojné osobní vozy
- A 092-0. Vyroben roku 1982, u KŽC Doprava od roku 2015. Jediný vůz svého druhu s původním designem interiéru.[43]
- Amx 050 037-1. Vyroben roku 1968, u KŽC Doprava od roku 2016. Pro potřeby dopravce označen jako první třída.[44]
- B 272-6. Vyroben roku 1977, u KŽC Doprava od roku 2015.
- B 273-4. Vyroben roku 1977, u KŽC Doprava od roku 2014.
- B 322-9. Vyroben roku 1977, u KŽC Doprava od roku 2016.
- RBDs 328-2. Vyroben roku 1976, u KŽC Doprava od roku 2014. Roku 2015 byl jeho součástí barový oddíl.[45]
- BDs 334-0. Vyroben roku 1976, u KŽC Doprava od roku 2014.
- Bix 208. Vyroben roku 1961, u KŽC Doprava od roku 2006.
- Bix 372. Vyroben roku 1962, u KŽC Doprava od roku 2006.
- Bix 557. Vyroben roku 1965, u KŽC Doprava od roku 2006.
- Bix 035 (RBix 020 687-7). Vyroben roku 1969, u KŽC Doprava od roku 2010. Přestavěn na barový vůz „Bixovna“.
- Bmx 029. Vyroben roku 1966, u KŽC Doprava od roku 2006.
- Baafx 420. Vyroben roku 1979, u KŽC Doprava od roku 2015.
- Baafx 509. Vyroben roku 1979, u KŽC Doprava od roku 2015.
- Daa-k 5323. Vyroben roku 1948, u KŽC Doprava od roku 2009. Byl využíván pro přepravu jízdních kol.[46] V roce 2023 odstaven v Kamenickém Šenově, slouží jako zázemí kavárny Druhá kolej.[47]
- Daa-k 7404. Vyroben roku 1955, u KŽC Doprava od roku 2009. Využíván pro přepravu jízdních kol.
- Ztr 1-45029. Krytý dvounápravový nákladní vůz, rok výroby nezjištěn, u KŽC Doprava od roku 2005. Využíván jako historický vůz pro filmaře, případně pro zvláštní jízdy pro fotografy.[48]

### Nákladní vozy
- Ztr 1-45029, krytý nákladní vůz
- Pt (Jq 34?) (Škoda Ostrov), plošinový vůz

KŽC oba nákladní vozy koupilo v roce 2005, následný soudní spor řešil, zda v té době vozy patřily České severní dráze nebo sdružení Klub přátel lokálky.[zdroj?]

### Lokomotivy
- T211.0533 (700). Vyrobeno roku 1958, u KŽC Doprava od roku 2009. O vybraných víkendech souprava s vozem Bix nahrazuje motorové vozy 810.[11]
- T448.0692 (740). Vyrobena roku 1980, u KŽC Doprava od roku 2009. Slouží jako záloha na vlečce Avia v Praze-Čakovicích, příležitostně nasazována na rychlíky či nákladní a soupravové vlaky.[zdroj?]
- T478.1006 (749.006). Vyrobena roku 1966, u KŽC Doprava od roku 2016. Stroj z ověřovací série.[49] V sezóně 2023 nasazována střídavě na Lužickohorský a Kokořínský rychlík.[zdroj?]
- T478.1033 (751.033). Vyrobena roku 1967, u KŽC Doprava od roku 2022. V sezóně 2023 nasazována na Rakovnický rychlík.[zdroj?]
- T478.1215 (749.253). Vyrobena roku 1971, u KŽC Doprava od roku 2015. 23. června 2024 byla poškozena při srážce s osobním automobilem na železničním přejezdu u Malého Újezda na Mělnicku.[50] Během července se vrátila do provozu. V sezóně 2025 nasazována na rychlíky.
- T478.2065 (749.259). Vyrobena roku 1970, u KŽC Doprava od roku 2013. V roce 2023 procházela dlouhodobou vyvazovací opravou.[zdroj?] V sezóně 2024 se vrátila do provozu.[zdroj?]